# 多田正信
多田 正信（ただ まさのぶ、1909年（明治42年）- 2002年（平成14年）は、日本の建築家。
高松官邸（1931年）の御研究所の写図を担当。次いで、1933年（昭和8年）完成の朝香宮邸を担当した。また1938年（昭和13年）完成の現宮殿造営では設計係長として参加した。
1940年（昭和15年）退官。
住宅改良会主催中流住宅懸賞設計で佳作第二席入選。